# История Хакасии
История Хакасии — прошлое Хакасии и хакасского народа.

## Палеолит
Заселение территории Хакасии началось в эпоху палеолита. Мустьерские слои многослойной стоянки Двуглазка (Глядены) датируются началом каргинского межледниковья — 40—50 тыс. лет. Из образца из грота Проскурякова удалось секвенировать неполный митохондриальный геном низкорослой лошади Оводова (Equus ovodovi) возрастом 48 тыс. лет. Возрастом 40 595—40 770 лет датируется стоянка в гроте Мамонта (Проскурякова) на Ефремкинском карстовом участке.
На раннем поселении человека разумного на территории Хакасии — палеолитической стоянке Малая Сыя (30—35 тыс. л. н.) на берегу реки Белый Июс найдены сверлёные украшения, обработанные резцами.
Многослойный археологический памятник каменного века Майнинская стоянка находится около посёлка Майна (Бейский район). Глиняная статуэтка («Майнинская венера») была найдена в 5 культурном слое (ок. 16 тыс. л. н.).

## Неолит, бронзовый век, железный век, средневековье
По улусу хакасов Тазминых (Тазмин-аалы) на реке Пююр-сух (Бюря) получила название тазминская культура позднего неолита (начало 3 тыс. до н. э.).
У представителя окуневской культуры RISE664  (4409—4156 л. н., Okunevo_EMBA) определили Y-хромосомную гаплогруппу Q1b1a3a1~-Y18330* и митохондриальную гаплогруппу A8a1*, у образца RISE674 (4300—3850 л. н., Okunevo_EMBA) определили Y-хромосомную гаплогруппу Q1b2b1~-Y2679* и митохондриальную гаплогруппу A-a1b3*.
Салбыкский курган, находящийся в Долине царей к югу от Батенёвского кряжа, является памятником тагарской культуры (VIII—III века до н. э.). В Аскизском районе находится курганный могильник подгоровского этапа тагарской культуры Станция Казановская-1 (VIII—VI века до н. э.).
Афанасьевская культура | андроновская культура | карасукская культура | таштыкская культура | Боярская писаница | све (крепость) Чебаки (Све-Тах)
Поселение таштыкской культуры Кирба-Столбовое-2 (II-IV века) находится в Алтайском районе.
Сулекская писаница (VII—IX века), культура Чаатас (VI—IX века),  аскизская культура (X—XIV века).

## Традиции государственности
Первое государство на территории Южной Сибири возникло в IV—III веках до н. э. Древнекитайские летописи называли его создателей народ «динлины» (кит. 丁零), а государство — «Динлин-го» (丁零国).
Около 201 года до н. э. государство Динлин было разгромлено войсками хунну. В Хакасско-Минусинскую котловину передвинулось тюркоязычное племя кыргызов. Китайцы рисовали последующую ситуацию так: «...их (кыргызов) племена смешались с динлинами». Кыргызы стали военно-аристократической верхушкой новой этнополитической общности.
На окраине села Подсинее у железной дороги нашли курган тесинской культуры. Впускные погребения тесинской культуры (III века до н. э. — III века н. э.) найдены в курганном могильнике тагарской культуры Станция Казановская-1.
В суровой борьбе с агрессивными соседями (тюркские и уйгурские каганаты) государство кыргызов отстаивало свою независимость вплоть до XIII века, ставшего переломным в самостоятельном развитии Саяно-Алтая. Территория Хакасии в ходе завоеваний Великого Монгольского Улуса во главе с Чингисханом и его потомками вплоть до начала XVIII века вошла в состав различных монголоязычных государств, в отдельные периоды номинально входя и в состав Китая. После распада Монгольской империи в 1399 году территория Хакасии входила в Ойратское ханство, в XVII—XVIII веках в Джунгарское ханство.
В XVII веке русские застали Киргизскую землицу раздробленной на 4 княжества — улуса, населённых предками хакасов и шорцев.
Первые контакты между кыргызами и русскими начались с постройки в 1604 году Томского острога на земле эуштинских татар — кыштымов кыргызских беков. Затем более ста лет шёл очень сложный и болезненный процесс вхождения Хакасии под юрисдикцию Русского царства.

## Российский период
Датой официального закрепления Хакасии за Российской империей можно считать 20 августа 1727 года, когда между Россией и Китаем был заключён пограничный трактат. Все земли, находившиеся на северной стороне Саян, отошли к России, на южной — к Китайской империи.
Фактическое закрепление территории Хакасии произошло позже. В 1758 году китайские войска вторглись на Алтай и разгромили Джунгарию. Возникла угроза нарушения официально признанных границ Российской империи. На этом их участке царское правительство в спешном порядке разместило казачьи гарнизоны. Со времени, когда пограничную службу стали нести казаки, произошло фактическое закрепление Хакасии за Российской империей.
В XIX в. коренное население именовалось российскими властями минусинскими (абаканскими, ачинскими) татарами. Им было предоставлено самоуправление в рамках Устава об управлении инородцев: Степные думы и инородные управы.
В 1920-е годы в Хакасии власти вели активную борьбу с религиозными организациями. К марту 1924 года в Хакасском уезде действовали 17 православных церквей (10 обновленческих и 7 тихоновских), причем к началу 1925 года в Хакасии был 21 священник-тихоновец и 11 священников-обновленцев. Для организации деятельности обновленцев при содействии Хакасского ОГПУ в 1925 году был создан Окружной церковный совет. Кроме того, Подсинее было центром баптизма. В конце декабря 1926 года в Подсинем был организован районный совет баптистов, который действовал в Минусинском округе и в Урянхайском крае. Сотрудники ОГПУ пытались эту общину разложить изнутри. Среди хакасов был распространен шаманизм.
Хакасская автономная область была образована 20 октября 1930 года, много лет входила в Красноярский край; в 1990 году была переименована в Хакасскую АССР, в 1991 году — в Хакасскую ССР. В советский период произошло выдвижение женщин на управленческие должности - например, в 1943 году в партийной номенклатуре было 59 женщин, что составляло 30,2 % от общего числа ответственных работников. В 1992 году Хакасская ССР вышла из состава Красноярского края, получив наименование «Республика Хакасия».